# Noiembrie 1985
Acest articol este generat integral pe baza informațiilor din articolul 1985 și este actualizat periodic de un robot.
 Editările făcute în articol vor fi șterse la următoarea actualizare! Dacă doriți să faceți modificări, editați articolul-sursă.

ianuarie -
februarie -
martie -
aprilie -
mai -
iunie -
iulie -
august -
septembrie -
octombrie -
noiembrie -
decembrie
Noiembrie 1985 a fost a unsprezecea lună a anului și a început într-o zi de vineri.

## Evenimente
- 19 noiembrie: Războiul Rece: La Geneva, președintele Statelor Unite ale Americii, Ronald Reagan, și liderul Uniunii Sovietice, Mihail Gorbaciov, se întâlnesc pentru prima dată.
- 20 noiembrie: Primul sistem Microsoft Windows (versiunea 1.01) a fost disponibil pe piață pentru cumpărare.

## Nașteri
- 1 noiembrie: Sânziana Târța, actriță română
- 4 noiembrie: Marcell Jansen, fotbalist german
- 6 noiembrie: Shayne Lamas (Shayne Dahl Lamas), actriță americană
- 10 noiembrie: Aleksandar Kolarov, fotbalist sârb
- 12 noiembrie: Adlène Guedioura, fotbalist algerian
- 12 noiembrie: Bojan Marković, fotbalist bosniac
- 13 noiembrie: Andrea Penezić, handbalistă croată
- 13 noiembrie: Andrea Kobetić, handbalistă croată
- 14 noiembrie: Thomas Vermaelen, fotbalist belgian
- 15 noiembrie: Jeffree Star (n. Jeffrey Lynn Steininger Jr.), cântăreț, compozitor, make-up artist, designer de modă, celebritate online și model american
- 16 noiembrie: Kristina Kuusk, scrimeră estonă
- 16 noiembrie: Sanna Marin, politiciană finlandeză
- 18 noiembrie: Allyson Michelle Felix Oly, atletă americană
- 18 noiembrie: Andrei Rohețki, fotbalist român
- 21 noiembrie: Jesús Navas, fotbalist spaniol
- 22 noiembrie: Asamoah Gyan, fotbalist ghanez
- 22 noiembrie: Gaston Mendy, fotbalist senegalez
- 22 noiembrie: Raluca Strămăturaru, sportivă română
- 25 noiembrie: Marit Malm Frafjord, handbalistă norvegiană
- 25 noiembrie: Yuki Ota, scrimer japonez
- 26 noiembrie: Octavian Drăghici, fotbalist român
- 28 noiembrie: Landry N'Guémo, fotbalist camerunez
- 28 noiembrie: Álvaro Pereira, fotbalist uruguayan
- 28 noiembrie: Shy'm (Tamara Marthe), cântăreață franceză
- 30 noiembrie: Kaley Cuoco (Kaley Christine Cuoco), actriță americană
- 30 noiembrie: Hikari Mitsushima, actriță japoneză
- 30 noiembrie: Iulia Snopova, handbalistă ucraineană

## Decese
- 1 noiembrie: Phil Silvers (n. Philip Silversmith), 74 ani, actor american (n. 1911)
- 17 noiembrie: Gheorghe Ursu, 59 ani, inginer, poet, scriitor și dizident român (n. 1926)
- 24 noiembrie: René Barjavel, 74 ani, scriitor francez (n. 1911)
- 25 noiembrie: Elsa Morante, 73 ani, romancieră italiană (n. 1912)
- 27 noiembrie: Stanisław Dobrowolski, 78 ani, poet polonez (n. 1907)
- 27 noiembrie: André Hunebelle, 89 ani, regizor francez de film (n. 1896)
- 30 noiembrie: Béla Gy. Szabó, 80 ani, ilustrator român (n. 1905)